# النكبة: الكارثة الفلسطينية 1948 (فلم)
النكبة: الكارثة الفلسطينية عام 1948 هو فيلم وثائقي لبيني برونر وألكسندرا جانسي. يتناول الأحداث التي أحاطت بالنزوح الجماعي للفلسطينيين عام 1948. تم تصويره عام 1996 ومدته 58 دقيقة وهو باللغة الإنجليزية. استنادًا إلى كتاب مولد مشكلة اللاجئين الفلسطينيين لبيني موريس، فهو أول فيلم وثائقي يدرس تهجير الفلسطينيين 1948 أثناء قيام دولة إسرائيل يتنقل الفيلم بين مقابلات مع لاجئين فلسطينيين وردود فعل جنود الإرغون والهاغاناه الذين شهدوا أحداث عام 1948 وشاركوا فيها.

## الموضوع

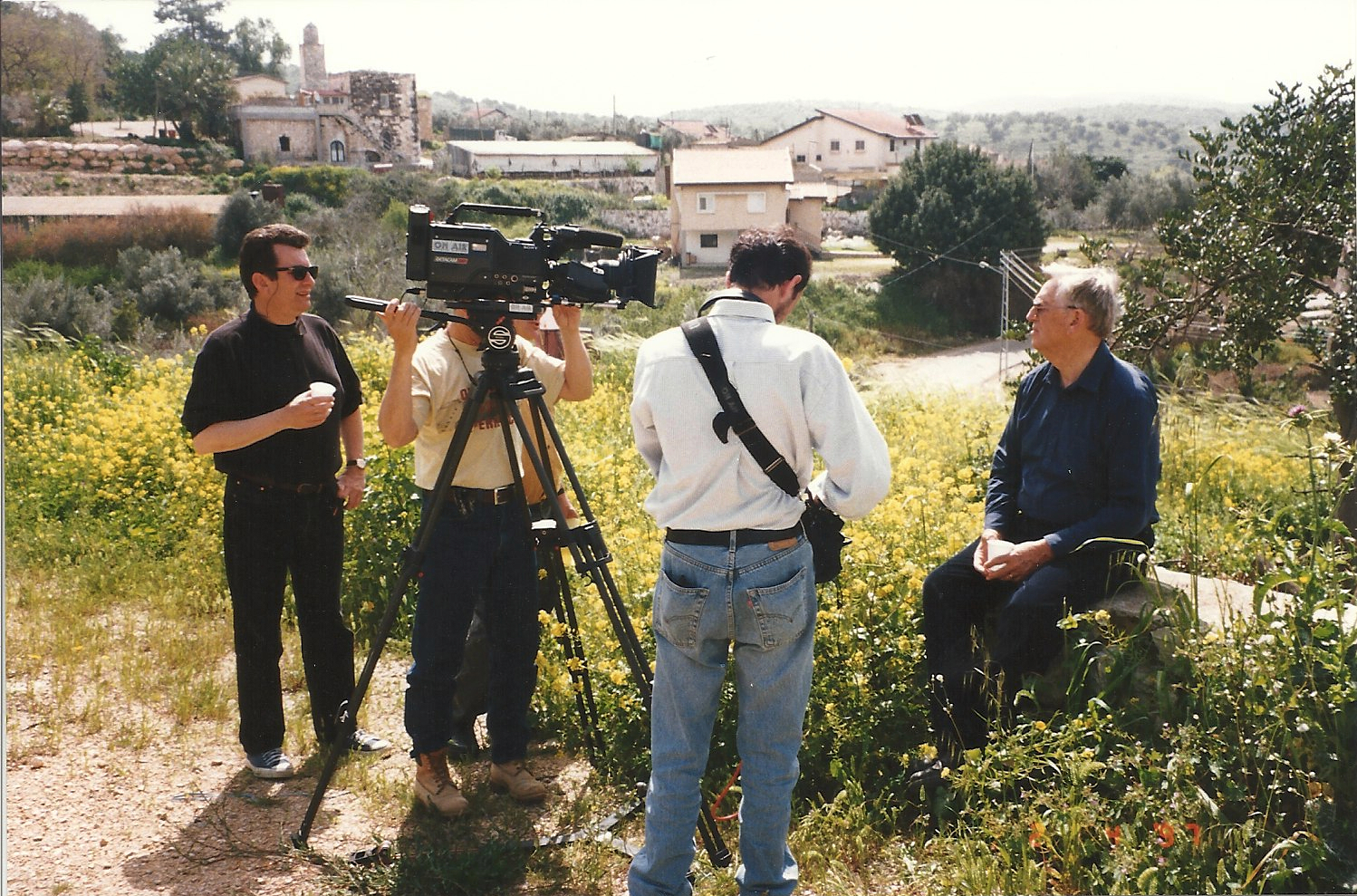
برونر يقابل مردخاي بار أون في الزكريا

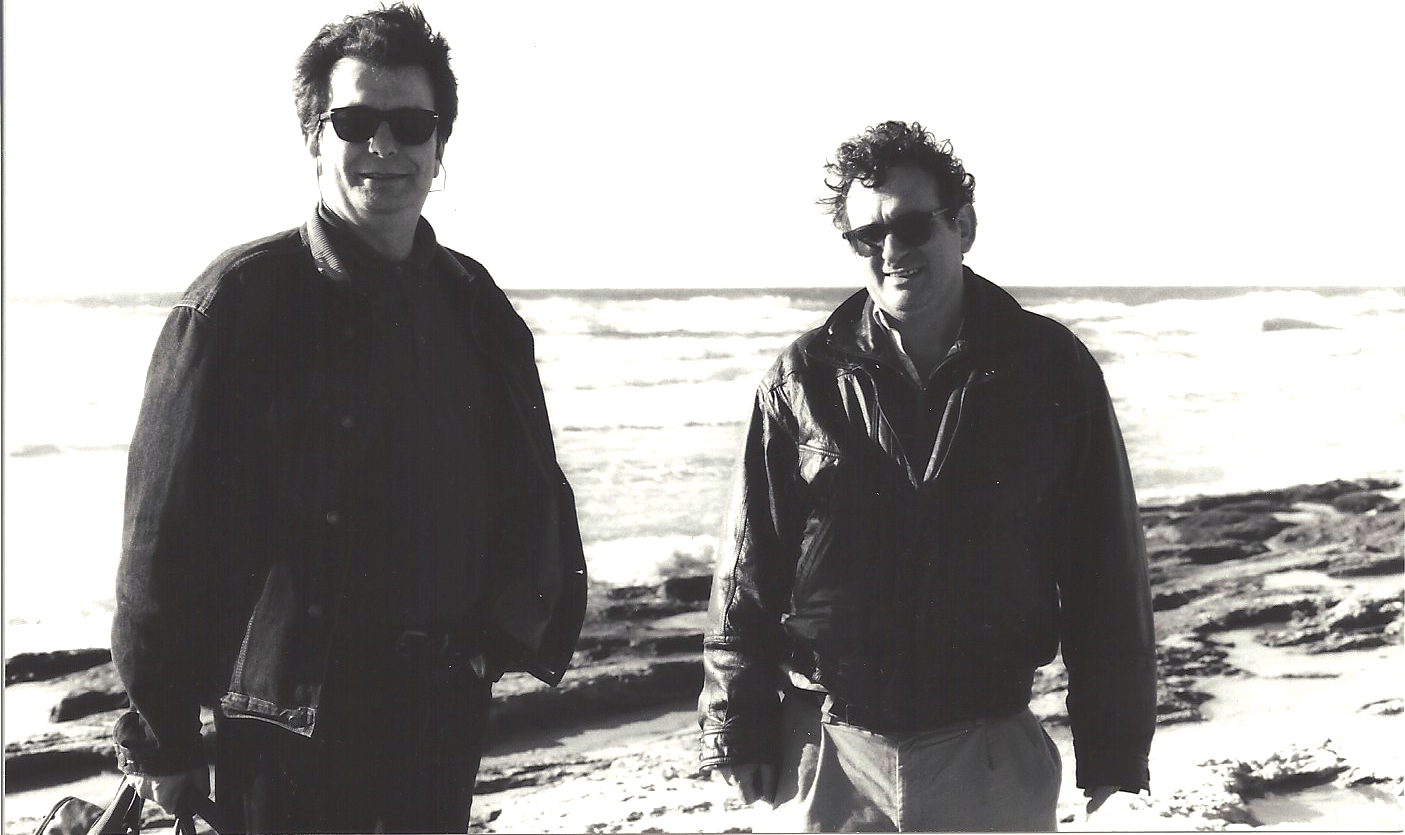
بيني برونر والمؤرخ بيني موريس

صرح برونر بأنه كان مصدر إلهام لرواية القصة في النكبة عام 1988 بعد قراءة كتاب "ولادة مشكلة اللاجئين الفلسطينيين 1947-1949" لبيني موريس. واعتبرها "لحظة فاصلة" لتحدي رؤيته للصهيونية بعد أن اعتقد أن بعض الفلسطينيين طُردوا وأن القادة العرب لم يطلبوا من الفلسطينيين المغادرة. بدأ يتساءل عن عدد الفلسطينيين الذين طُردوا. ثم قرر تحويل الكتاب إلى فيلم كما فعل مع نصوص أخرى. قال برونر ، "كل فيلم له حدود زمنية خاصة به ولذلك قمت باختياراتي. لن أغير أي شيء في الفيلم"
وقالت المخرجة المشاركة ألكسندرا جانسي في وقت لاحق في مقابلة "أردنا الحصول على الكثير من المعلومات في الفيلم وليس صنع فيلم عاطفي". لكن الفيلم ارتقى إلى مستوى أعلى بإضافة الشعر الفلسطيني. أردنا أن نضيف ذلك المستوى العاطفي للفلسطينيين الذين تفككوا في قلوبهم ويمكنك أن تراه في أعينهم ".
شارك بيني موريس في الفيلم على الرغم من اختلاف استنتاجات برونر ومنهجيته.

## العرض الأول
عُرض الفيلم لأول مرة في مسقط رأس برونر في أمستردام، وبعد بثه في وسط وغرب أوروبا، تجول مع الفيلم في إسرائيل مع جلسات أسئلة وأجوبة للدعوة إلى مناقشة الموضوع. في إسرائيل عُرض الفيلم في تل أبيب.
عرض مهرجان سان فرانسيسكو للسينما اليهودية الفيلم في عام 1998 في مسرح كاسترو. واستعرضت Jweekly الفيلم باعتباره "الفيلم الأكثر إثارة للجدل في مهرجان هذا العام" نظرًا لتزامن إطلاقه مع الذكرى السنوية المئوية لإسرائيل. وجاء في التعليق أن "الفيلم ظل قريبًا مما يمكن تأكيده على أنه حقيقة إما من خلال أدلة أرشيفية أو روايات من منظور الشخص الأول".

## التفاعلات

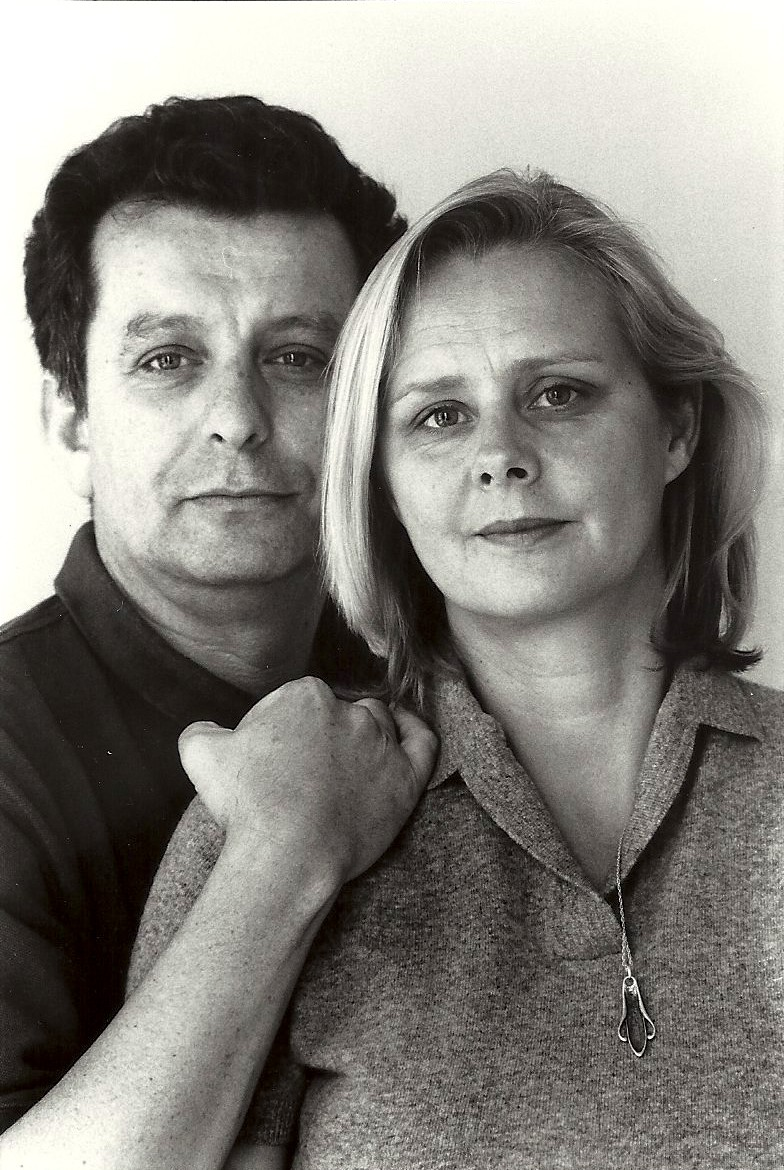
المخرجان برونر وجانسي

أشاد المؤرخ الإسرائيلي توم سيغيف بفيلم النكبة لاعترافه بالتعقيدات التي أحاطت طرد الفلسطينيين أثناء قيام دولة إسرائيل وحث الإسرائيليين على تحمل بعض المسؤولية عما حدث. صرحت مصادر في صحيفة "الجامعة" التابعة لقسم دراسات الشرق الأوسط بجامعة بن غوريون أن الفيلم يفتقر إلى الموضوعية وكان تاريخياً سطحيًا. أكد برونر لاحقًا أن نيته لم تكن موضوعية، وهو ما يعتبره هدفًا مستحيلًا، وأن تعاطفه تمامًا مع الجانب الفلسطيني. لكنه ظل مقتنعًا مع ذلك بأن تصويره أقرب إلى الحقيقة من السرد الذي يُروى من وجهة نظر صهيونية.

### فيينا
كان اختيار الفيلم من قبل مهرجان فيينا اليهودي للسينما مثيراً للجدل من قبل المجتمع الإسرائيلي في فيينا المحافظ.

### تل أبيب
عرض الفيلم في 7 آذار (مارس) 1998 في سينماتك تل أبيب. صرح بيني برونر أن رئيس بلدية تل أبيب السابق شلومو لاهات انسحب من جلسة الأسئلة والأجوبة. وفقًا لبرانر، "لقد بدا مستاءً." لكن في عروض لاحقة في تل أبيب، ذكر برونر أن فلسطينيين من يافا انتقدوا الفيلم لتجاهله أحداثًا معينة.

### سان فرانسيسكو
أشاد مهرجان سان فرانسيسكو للسينما اليهودية بالفيلم "لسلطته" و"حساسيته" في معالجته لموضوع مثير للجدل. وفقًا لـ Jweekly، سبق الفيلم بطوابير طويلة من الناس، بعضهم يوزع منشورات من مجموعة متنوعة من الميول السياسية. وأكد المقال أن الفيلم كان الأكثر إثارة للجدل من بين إدخالات المهرجان. لاحظت Jweekly وجود الشرطة في متناول اليد ووصف رد الفعل بعد ذلك على أنه "تبادل سياسي ناري" أداره برونر و Jansse و David Biale ، أستاذ التاريخ اليهودي في اتحاد الخريجين اللاهوتيين. على الرغم من أن كل سؤال حصل على نصيبه من "الهتافات والهسهسة"، إلا أن الأسئلة بقيت في الموضوع. بعد ذلك، أثنى برونر على المشاركين على "نضجهم السياسي".

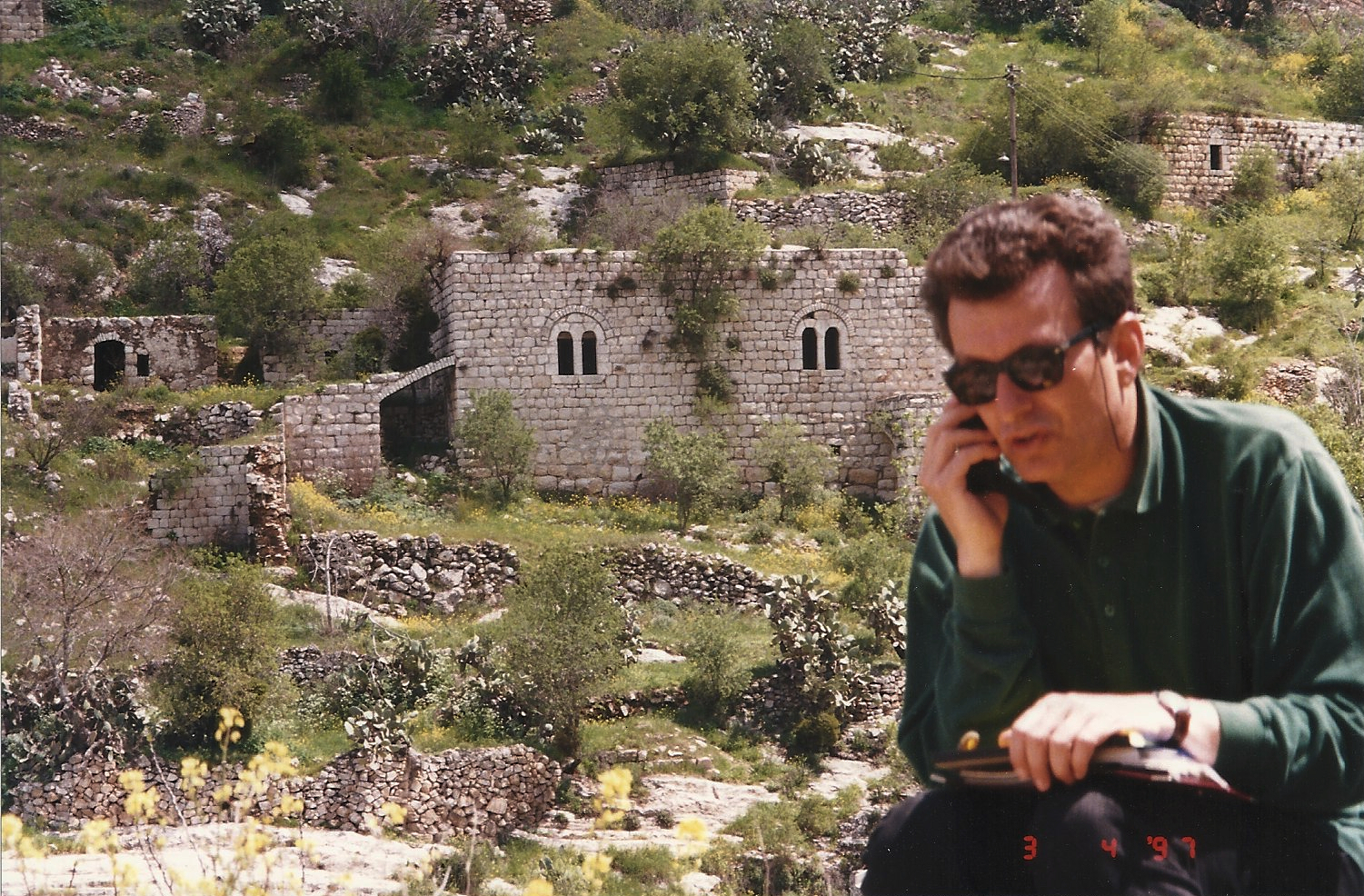
Brunner في لفتا أثناء الإنتاج